# Kirkowo (gmina)
Kirkowo (bułg. Община Кирково)  − gmina w południowej Bułgarii, w obwodzie Kyrdżali.

## Miejscowości
Miejscowości wchodzące w skład gminy Kirkowo:
- Apriłci (bułg.: Aприлци),
- Benkowski (bułg.: Бенковски),
- Bregowo (bułg.: Брегово),
- Carino (bułg.: Царино),
- Chadżijsko (bułg.: Хаджийско),
- Czakałarowo (bułg.: Чакаларово),
- Czawka (bułg.: Чавка),
- Cziczewo (bułg.: Чичево),
- Czorbadżijsko (bułg.: Чорбаджийско),
- Dedec (bułg.: Дедец),
- Dełwino (bułg.: Делвино),
- Djulica (bułg.: Дюлица),
- Dobromirci (bułg.: Добромирци),
- Dołno Kypinowo (bułg.: Долно Къпиново),
- Domiszte (bułg.: Домище),
- Drangowo (bułg.: Дрангово),
- Drjanowa gława (bułg.: Дрянова глава),
- Drużinci (bułg.: Дружинци),
- Dżerowo (bułg.: Джерово),
- Erowete (bułg.: Еровете),
- Fitonowo (bułg.: Фотиново),
- Gorno Kirkowo (bułg.: Горно Кирково),
- Gorno Kypinowo (bułg.: Горно Къпиново),
- Gorski izwor (bułg.: Горски извор),
- Griwjak (bułg.: Гривяк),
- Jakowica (bułg.: Яковица),
- Janino (bułg.: Янино),
- Kajałoba (bułg.: Каялоба),
- Kirkowo (bułg.: Кирково) − siedziba gminy,
- Kitna (bułg.: Китна),
- Kosturino (bułg.: Костурино),
- Kozlewo (bułg.: Козлево),
- Kran (bułg.: Кран),
- Kremen (bułg.: Кремен),
- Kriłatica (bułg.: Крилатица),
- Kukurjak (bułg.: Кукуряк),
- Kyrczowsko (bułg.: Кърчовско),
- Łozengradci (bułg.: Лозенградци),
- Małkocz (bułg.: Малкоч),
- Medewci (bułg.: Медевци),
- Metliczina (bułg.: Метличина),
- Metliczka (bułg.: Метличка),
- Mogilane (bułg.: Могиляне),
- Myglene (bułg.: Мъглене),
- Nane (bułg.: Нане),
- Orlica (bułg.: Орлица),
- Ostrowec (bułg.: Островец),
- Płowka (bułg.: Пловка),
- Podkowa (bułg.: Подкова),
- Preseka (bułg.: Пресека),
- Pyrwenci (bułg.: Първенци),
- Pyrwica (bułg.: Първица),
- Rastnik (bułg.: Растник),
- Samodiwa (bułg.: Самодива),
- Samokitka (bułg.: Самокитка),
- Sekirka (bułg.: Секирка),
- Sredsko (bułg.: Средско),
- Starejszino (bułg.: Старейшино),
- Starowo (bułg.: Старово),
- Stomanci (bułg.: Стоманци),
- Striżba (bułg.: Стрижба),
- Swetlen (bułg.: Светлен),
- Szipok (bułg.: Шипок),
- Szopci (bułg.: Шопци),
- Szumnatica (bułg.: Шумнатица),
- Tichomir (bułg.: Тихомир),
- Wyłczanka (bułg.: Вълчанка),
- Wyrben (bułg.: Върбен),
- Wyrli doł (bułg.: Върли дол),
- Zagorski (bułg.: Загорски),
- Zawoja (bułg.: Завоя),
- Zdrawczec (bułg.: Здравчец).